# Ygos-Saint-Saturnin
Ygos-Saint-Saturnin is een gemeente in het Franse departement Landes (regio Nouvelle-Aquitaine). De plaats maakt deel uit van het arrondissement Mont-de-Marsan. Ygos-Saint-Saturnin telde op 1 januari 2022 1.344 inwoners.

## Geografie
De oppervlakte van Ygos-Saint-Saturnin bedroeg op 1 januari 2022 57,88 vierkante kilometer; de bevolkingsdichtheid was toen 23,2 inwoners per km².

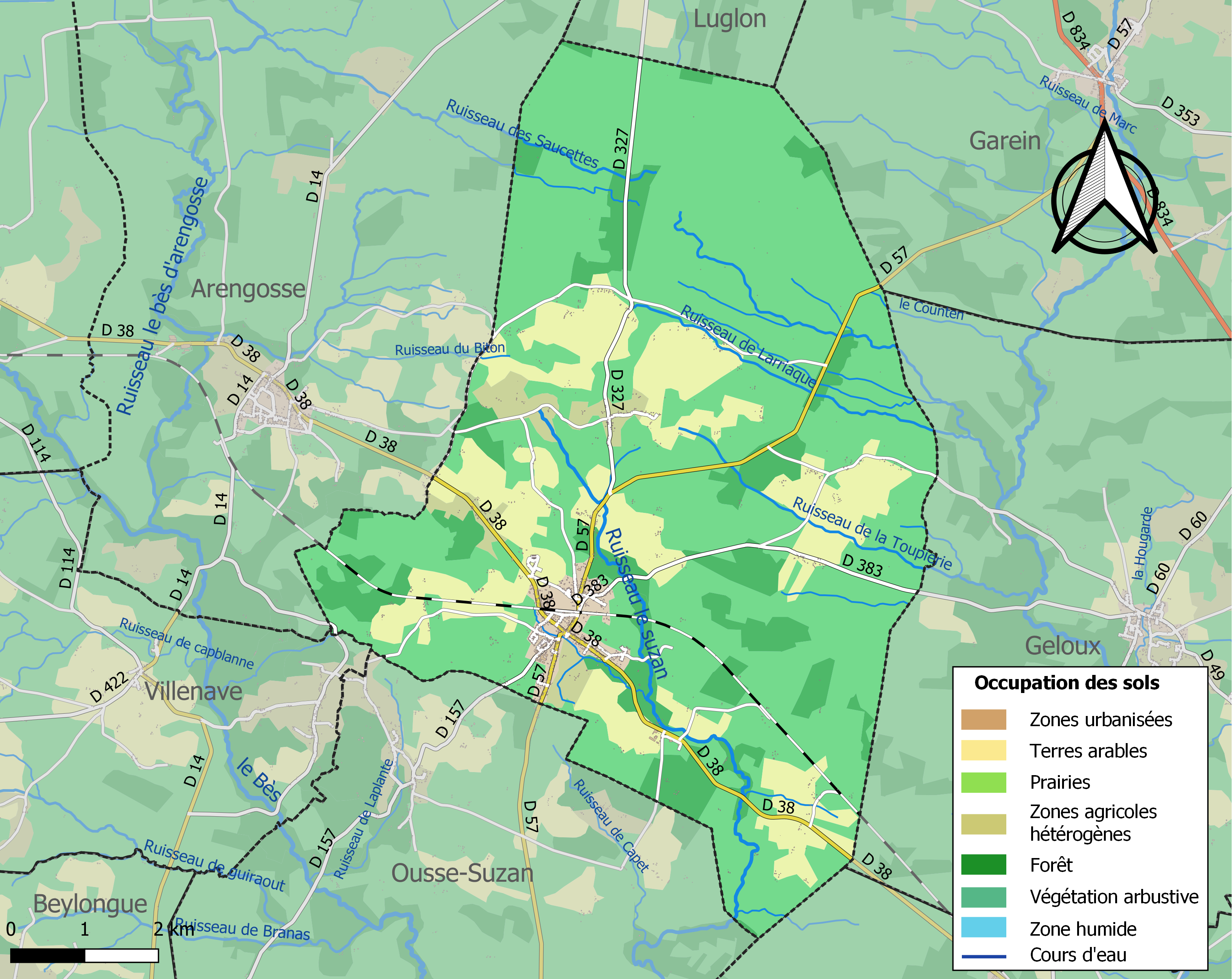
Kaart van de gemeente met de belangrijkste infrastructuur, bodemgebruik en omliggende gemeenten

## Verkeer en vervoer
- Station Ygos

## Demografie
Onderstaande figuur toont het verloop van het inwonertal (bron: INSEE-tellingen).